# アドルフに告ぐ
『アドルフに告ぐ』（アドルフにつぐ、ドイツ語: Aufruf an Adolf!）は、手塚治虫による日本の歴史漫画作品。

## 概要
1983年1月6日から1985年5月30日まで、『週刊文春』（文藝春秋）に連載された。1986年（昭和61年）度、第10回講談社漫画賞一般部門受賞。
第二次世界大戦前後の時代、ドイツと日本を舞台に、「アドルフ」というファーストネームを持つ3人の男達（アドルフ・ヒトラー（本書での表記は「アドルフ・ヒットラー」）、アドルフ・カウフマン、アドルフ・カミルの3人）を主軸とし「ヒトラーがユダヤ人の血を引く」という機密文書を巡って、2人のアドルフ少年の友情が巨大な歴史の流れに翻弄されていく様と様々な人物の数奇な人生を描く。
作品の視点は主にカウフマンとカミル、狂言回しである日本人の峠草平の視点から描かれている。ヒトラーが登場する場面は、峠草平とカウフマンの目から見た描写と、終盤にとどまる。ストーリーが展開し、ベルリンオリンピックやゾルゲ事件、日本やドイツの敗戦、イスラエルの建国など、登場人物たちは様々な歴史的事件に関わる事になる。同時期に執筆された『陽だまりの樹』と並び非常に綿密な設定で作劇された手塚治虫の後期の代表作とされる。
生前の手塚が対談で語ったところによると、当初は空想的・超現実的傾向の強い作品を構想していたが、週刊文春側の要請で「フレデリック・フォーサイスタイプ」の作品になった。また、途中の休載や単行本の総ページ数の制約により、中東紛争の歴史を背景にラストに至る必然性を描写したり、登場人物であるランプや米山刑事などの「その後」について予定していたドラマなどはすべてカットされることになった。

## あらすじ
1983年、イスラエル。1人の日本人男性がひっそりと墓地の一角に佇み、ある墓の前に花を供えた。彼の名は峠草平。40年前、3人の「アドルフ」に出会い、そしてその数奇な運命に立ち会うことになった彼は、全ての終わりを見届けた今、その記録を1冊の本として綴ろうとしていた。
1936年8月、ドイツは、ベルリンオリンピックに湧いていた。協合通信の特派員であった草平のもとに、ベルリン留学中の弟・勲から電話が入る。翌日、観戦している競技が長引き、約束の時間から大分遅れて勲のもとに駆けつけた草平だったが、部屋の中は何者かに荒らされていて勲の姿はなく、何気なく顔を出した窓の外に勲の惨殺死体を発見する。すぐさま警察が駆けつけるも、警察に収容されたはずの勲の遺体は行方不明となり、勲が住んでいた部屋は元から別人が住んでいたことになるなど不可解な出来事が重なり、勲の存在自体が抹消されてしまう。草平は、勲の遺したメモと彼の爪に残っていた白い粉を頼りに殺害犯の謎を追って奔走する。草平は勲の恋人を名乗るローザと出会い、真実を求めようとする。しかしこれは勲の隠した秘密を追うゲシュタポの罠であり、ローザはゲシュタポ極東主任・ランプの娘だった。
その頃、日本の兵庫県神戸市に2人のドイツ人少年が住んでいた。1人は日独混血のアドルフ・カウフマン、もう1人はユダヤ系ドイツ人のアドルフ・カミル。境遇が異なる2人は親友同士であったが、ドイツによるユダヤ人迫害は二人の関係にも影を落としつつあった。ある日カミルは「アドルフ・ヒットラーがユダヤ人である」ということを盗み聞きしてしまう。カミルの残した告解メモからこのことを知ったカウフマンは、父ヴォルフガングにそのことをうっかり訊ねてしまう。おりしもナチス最大の機密であるその情報を追って阪神大水害真っ只中の街中に出て体調を崩していたヴォルフガングは激昂し、肺炎を悪化させて病死してしまう。
ヴォルフガングの遺言でドイツに戻り、アドルフ・ヒットラー・シューレに入ったカウフマンは、反ユダヤ主義が国是となったドイツで成長していく。当初は反ユダヤ主義に対して違和感のあったカウフマンだったが、やがて優等生として反ユダヤ主義に染まっていき、不法入国者として逮捕されていたカミルの父を任務で射殺することとなったり、中国人スパイを捕まえてヒットラー直々に褒賞され秘書として側近く仕えるなど出世の道を歩んでいく。その一方でユダヤ人の少女・エリザに好意を抱き、ユダヤ人狩りから逃れさせるために、親友カミルが住む日本に亡命させた。
一方でドイツから帰国した草平は、弟の恩師である小城から連絡を受ける。勲が死の直前に小城に送った文書は「ヒットラーがユダヤ人の血を引く」ということの明確な証拠だった。しかし特別高等警察に監視されていた小城と接触したことで、草平は特高の赤羽警部に追われることとなってしまう。そのさなか、カウフマンの母・由季江は草平と出会い、思いを寄せるようになる。文書を狙って来日したランプをかわした草平は、文書を小城の仲介を通して由紀江の友人である本多大佐の息子芳男に託した。しかしゾルゲ事件に関与していた芳男は、それを知った父の手によって殺害される。
第二次世界大戦末期の1944年7月、カウフマンはヒットラー暗殺未遂事件に関与したとされるエルヴィン・ロンメル元帥をかばったことから失脚し、ユダヤ人の強制移送に従事することとなる。カウフマンに目をつけたランプは、機密文書奪回のためにカウフマンをドイツ海軍の潜水艦で日本に向かわせる。日本に戻ったカウフマンは、エリザがカミルと婚約していたこと、母・由季江が草平と結婚していたことを知る。激しい怒りに捕らわれたカウフマンはエリザを犯し、カミルと決裂してしまう。1945年に入りいよいよ激しくなる戦火の中、カウフマンは文書の捜索を続けるが、3月の神戸大空襲によって由季江は妊娠したまま植物状態となる。ようやく文書を発見したカウフマンだったが、その日はヒットラーの自殺が日本で報道された日であった。
戦後の中東戦争の最中、パレスチナに逃亡したカウフマンはパレスチナゲリラ・黒い九月のもとに匿われ、家族を持つ。しかしその家族はイスラエル軍の「アドルフ・カミル」率いる部隊によって殺害される。激怒したカウフマンは街中にカミルへの通告を貼り付ける。
まもなく通告を知った黒い九月のメンバー・アリは、同胞と信じていたカウフマンの裏切りに激怒し、粛清を決意する。約束の日、ナビ地区でカミルの到着を待つカウフマンの前に現れたのは、カミルではなくアリであった。彼を始末するべくアリは複数人で襲いかかるが、カウフマンは全員を返り討ちにする。そこにカミルが約束通り現れ、30年前に父親を殺された恨みを吐露し、カウフマンもまた妻子を殺された憎しみを爆発させる。二人は互いに小銃を取り、互いの思いをぶつけた激しい死闘を繰り広げた末、ついにカウフマンは腹を撃ち抜かれ、「ユダヤ人め…!」と言い残して絶命する。彼の死を見届けたカミルは、「また来世で会おう」と呟いて彼の目を閉じ、ジープに乗って去っていった。
舞台は1983年のイスラエルに戻る。戦時中の神戸空襲で失聴した草平は、イスラエル在住のアドルフ・カミルに会うべく自宅を訪ねるが、そこにいたカミルの妻を通じて、彼がシーア派のテロに巻き込まれ死去したことを知る。草平は花束を持って彼の墓標に手を合わせ、「最後のアドルフが死んだ今、この本を子孫たちに贈る」との語りで物語は幕を閉じる。

## 登場人物

### 主人公
峠 草平（とうげ そうへい）
本作の主人公の1人で狂言回し。協合通信のドイツ特派記者。1911年、茨城県新治郡土浦町（現在の土浦市）出身。W大陸上部の元花形選手。スポーツマンらしい正々堂々とした、一本気でおおらかかつタフな性格の持ち主。弟の復讐としてローザを強姦し自殺に追い込むなど冷酷な一面を見せることもあるが、硬派な言動から多くの女性に想いを寄せられている。
ドイツに留学している弟の勲がおり、ベルリンオリンピックに湧くドイツで取材中、勲から掛かってきた一本の電話が彼の人生を大きく変える事になる。勲を殺された挙句、文書を巡って特別高等警察に拷問され、協合通信を辞めさせられ、どん底の生活に追い込まれる。それでも弟の無念を晴らすために奔走するも、結局無駄に終わった。カウフマンの母親である由季江と、とあることで知り合い彼女の店でボーイを務め、やがて再婚相手となる。相思相愛の夫婦関係を築くが、カウフマンの歪みを深める一因を作った。神戸大空襲で爆発に巻き込まれた後遺症で失聴し、終戦直後に由季江との間に娘が産まれるも、間もなく由季江と死別した。終戦後、ベルリンオリンピック時に知り合った新聞記者に「君しかいないんだ！」と乞われて復帰。その記者の勤め先に入社し、作家兼記者となった。1983年、パレスチナに移住していた神戸時代に面識のあったアドルフ・カミル一家を訪ねて、彼の息子との対面や、カミルの妻となっていたエリザとの再会を果たした後、カミルの墓に花を供えたところで物語は幕を引く。
弟から委ねられたヒトラーの出生に関わる文書を、カウフマンによる拷問を受けて判明するまでひたすら守り抜いた。しかし、公表すればナチスの動向にも影響を与えた文書を、ナチスドイツや同盟国日本による権力の握り潰しを怖れて、影響を受けない強固な敵対勢力を通じての公表を探り続けるうちに、結局終戦まで公表される事はなかったため、紙屑同然となり、守り続けた意味を失っている。
アドルフ・カウフマン
本作の主人公の1人。ドイツ人外交官にして熱心なナチ党員のヴォルフガングを父に、日本人の由季江を母に持つ独日ハーフの少年。1928年生まれ。元々は大人しく繊細な性質で、混血である事にコンプレックスを抱きながら育った。
神戸キリスト教学校へ通い、神戸の山本通りで裕福な暮らしを送る一方、下町のユダヤ人のパン屋の息子で同名のカミルとは親友であった。しかし、父親の強い要望によりアドルフ・ヒトラー・シューレ（AHS）への入学が決められ、抵抗を試みるも、ある秘密からカミルを守った結果、ドイツ本国へと送られてしまう。カミルとの強い友情と、再会を胸に日本を発つが、AHSでの教育は徐々に彼をナチズムに染めていく。ヒトラーユーゲントとしての活動の中、裕福なユダヤ商人の娘であるエリザと出会い、彼女に一目ぼれしたことをきっかけに日本への亡命計画を立案し、彼女にカミルを頼るように言い含めると、強引に実行させた。
その一方で、優秀生としてヒトラーとの面会を許され、彼に大いに感銘を受け、ナチズムとヒトラーへの傾倒を深めていく。さらには列車内でスパイを捕まえる手柄を立て、小さな英雄として二度目の面会と表彰を受け、ヒトラーから秘書になるように命じられる。彼の身近で仕えるうち、その人柄、そしてある重大な秘密を知ることとなったカウフマンは、ヒトラー個人への思い入れを深めていく。やがて筋金入りのSD（親衛隊保安部）将校となった彼は任務を冷酷に遂行してゆくが、ヒトラー暗殺未遂事件で総統の狂気を知り、尊敬していたエルヴィン・ロンメル元帥の死を通じ、自身の在り方に疑問を抱くようになる。ロンメルの逮捕に躊躇したことから、左遷させられてユダヤ人の絶滅収容所への移送に従事するが、ランプによって秘密文書に関する新たな任務に抜擢される。
ヒトラーの出生についての秘密文書を求めて終戦間際にUボートで来日、親友カミルと、片思いであったエリザと再会するも、カミルと婚約したことを知って激怒、彼女を強姦した挙句、カミルと絶交する。唯一の肉親である母の由季江にも縁を切られながら、峠や小城を拷問にかけ、カミルを追い詰めて秘密文書を探し当てるが、当日の新聞で祖国の敗戦とヒトラーの死を知り、親友や家族の絆を失ってなお遂行した任務が全て無に帰したことに絶望する。戦後に母親の由季江が草平との間に娘・由を出産しており、カウフマンには父親違いの妹になるのだが、最後までそれを知ることは無かった。
終戦後はユダヤ人による執拗なナチスの残党狩りに追われ、ヨーロッパ中を逃げ回っていた。レバノンの荒野で行き倒れ寸前になっていたところをアリ・モルシェード達パレスチナゲリラに拾われ、共に｢黒い九月｣のメンバーとしてイスラエルと戦う。アラブ人の妻を娶り娘をもうける。ささやかな安らぎの中でわが身を振り返り、子供に「正義」と「人殺し」を教える恐ろしさを痛感していた。しかし1973年、妻子は街中で起こった戦闘の巻き添えで殺され、そのイスラエル軍部隊を指揮していた将校がかつての親友だったカミルだと知り、カミルへの復讐と決闘を決意。「アドルフに告ぐ」というタイトルのビラを発行し、各地に貼り出す。この行動により組織を危険にさらす存在としてアリ達から粛清されそうになるが、カミルとの決闘の場 へとやって来たアリ達を待ち伏せし皆殺しにした。国家の正義に翻弄された自身を自嘲気味に振り返った後、現れたカミルに復讐の想いをぶちまけ、一対一で戦った果てに敗れ、無惨な最期を遂げた。
アドルフ・カミル
本作の主人公の1人。ドイツから神戸へと亡命したユダヤ人であり、元町でパン屋「ブレーメン」を営む一家の息子。1928年生まれ。日本で生まれ育ち、地元の公立学校に通っており、流暢な関西弁を話すことができる。自分の信念を貫き、何事も簡単には諦めない、逞しい精神の持ち主。
ハーフであることが原因でいじめの対象となったカウフマンをかばったことから、彼と親交を深め、親友となる。偶然、父親たちの秘密会議を漏れ聞いた事から、ヒトラーの秘密に触れ、結果的に本人の知らぬところでそれがカウフマンとの別れを呼ぶこととなってしまった。やがてその秘密をめぐる事件に巻き込まれ、恩師の小城と共に命がけの活躍をする事となる。
その後ドイツに渡ったカウフマンとは戦時下の通信規制により疎遠になるが、カウフマンの手配で日本に亡命したエリザ・ゲルトハイマーを預かり、共に暮らすうちに恋仲となる。大戦末期、来日したカウフマンと再会するも、カウフマンが嫉妬に狂ってエリザを強姦したことを知り激怒、彼と絶交する。
神戸大空襲で母親のマルテと家財を失い、戦後はエリザと共にイスラエルへ亡命。そこでイスラエル軍の軍人となり、アリ達ゲリラ曰く「ナチス以上の残虐」を行う（平和主義者だったカミルの変節過程は描かれておらず、そこは手塚も反省点に挙げている）。戦時中、ドイツ軍に捕らえられた父のイザークがカウフマンに殺害されていたことを知り、復讐を決意。一対一での決闘の末にカウフマンを射殺する。その後カウフマンの目を閉じさせ｢あの世でパパにあやまってこい…また来世で会おう｣と告げる。1983年に軍を退役した直後、シーア派パレスチナゲリラによるテロに巻き込まれて死亡する。

### 主人公の近親者及び主要人物
峠 勲（とうげ いさお）
草平の弟。ベルリン大学に留学している。共産主義の学生活動を行っていたが、付き合っていたローザ・ランプ（アセチレン・ランプの娘）によってゲシュタポに密告されて殺され、遺体も社会から抹消された。しかし死ぬ前に、入手していたヒトラー出生の秘密についての文書を小城に託していた。
小城 典子（こしろ のりこ）
アドルフ・カミルや峠勲の恩師である小学校教師。同人誌で反戦詩を発表したために「アカ」の疑いをかけられて特高にマークされ、彼らから過酷な拷問を受けていた。勲から送られた文書を預かり、それによって草平、カミルと共にナチスの文書を巡る陰謀に巻き込まれる事となる。
ヴォルフガング・カウフマン
アドルフ・カウフマンの父。ヘッセン州出身。表向きは神戸の駐日ドイツ総領事館職員だが、その正体は目的のためなら殺人や拷問も厭わない非情なスパイ（明記はされていないが恐らく親衛隊保安部）である。東京大使館のリンドルフ一等書記官に頭が上がらない。非常に強権的で威圧感溢れる人物であり、繊細な性格の持ち主である息子のアドルフは常に父に怯えていた。ドイツに対する忠誠心は厚く、それ故に家族を犠牲にして省みない面もあった。本人も臨終に当たりそれを自覚して由季江に懺悔の言葉を述べて謝罪していた。反ユダヤ主義者でもある。
第一次大戦時にロシア帝国の捕虜となり、そこでランプと知り合った事が、後にナチスへ入党するきっかけとなったようである。第一次大戦終戦後はドイツへ帰国し、日本へ留学した際に由季江と知り合った。由季江と結婚した後も機密文書の行方を追っていたが、阪神大水害で鉄砲水にあったことを切っ掛けに肺炎にかかり、帰らぬ人となる。ヴォルフガングの遺志で息子のアドルフがアドルフ・ヒトラー・シューレに入学後、亡き父が腕利き情報員としてドイツでは有名であると知り、驚きの手紙を母に出していた。息子のカウフマンの人格形成にナチスでの教育が大きな役割を果たしたことから、その原因を作った人物だとも言える。
峠 由季江（とうげ ゆきえ） / 由季江・カウフマン（ユキエ・カウフマン）
アドルフ・カウフマンの母。美しく心優しい一方、儚げで繊細だが、芯は気丈な性格。強権的な夫のヴォルフガングと不仲となっており、既に彼との夫婦関係は冷めていた。
夫であるヴォルフガングと死別した後、あるきっかけで峠と知り合いとなる。後に神戸の自宅でドイツ料理店「ズッペ」を始め、ボーイとなった峠と再婚し相思相愛の夫婦となるが、峠との再婚がカウフマンの歪みを深める一因になってしまった。帰国した息子との再会を喜ぶも、ナチスとヒトラーに忠誠を誓って狂気に奔り、カミル等を痛めつける息子の姿にショックを受け勘当するが、息子の心を理解しようとしなかったことに深く後悔していた。峠との間に子供を身篭るも、それから間もなく神戸大空襲によって瀕死の重傷を負う。峠の願いを聞き届けた本多大佐の手配で設備の整った阪大病院へと送られるが、植物状態となってしまう。終戦後に帝王切開で娘 を出産するも、ほどなくして死亡する。
イザーク・カミル
アドルフ・カミルの父。神戸元町で妻のマルテと共にパン屋「ブレーメン」を営んでいる。同胞のユダヤ人がヨーロッパで弾圧されている現状に心を痛めていた。神戸のユダヤ人社会における反対勢力から脅迫を受けるが、その決意を変えることなく、ミールユダヤ神学校の学生500人を日本に亡命させるためリトアニアに向かう。だが、当初の話と違って一般人を亡命させるよう依頼され、途方に暮れる中、混乱した現地で財布と身分証をすられてしまう。ついには密入国の難民の疑いをかけられ逮捕。ドイツに送検され、ユーゲントにおいてアドルフ・アイヒマンの意向によりアドルフ・カウフマンに射殺される。射殺の直前、カウフマンに気付いて助けを求めたが、運悪くエリザの件と自身の出自により微妙な立場に置かれていたカウフマンには、アイヒマンの命令通りに射殺することしかできなかった。この件について事情を聴かれたカウフマンは「神戸の親友のおやじさんだが、ここにいるはずがない」とアイヒマンに語り、その存在を否定している。実は出国前に息子からヒトラー出生に関する極秘文章を手渡されて、内容を確認するように依頼されていたが、行き違いで確認することないままに出国してしまい戻らなかった。
マルテ・カミル
イザーク・カミルの妻でアドルフ・カミルの母。不在中の夫イザークに代わり、息子アドルフと共にパン屋を営んでいた。恰幅のいい体形で、見た目から受ける印象通りのおおらかで優しい性格。アドルフ・カウフマンの手配で亡命してきたエリザを快く迎え入れ、以後は実の娘のように接し、二人でいることが多くなる。後にエリザがアドルフ・カウフマンから暴行を受けた際にも、彼女と息子の将来を否定することなく支え続けたが、神戸大空襲に巻き込まれ死亡した。
エリザ・ゲルトハイマー
ドイツ在住の裕福なユダヤ人一家の娘で、家族構成は両親と弟。祖先に中国人の血が混じっていることもあり、東洋風の雰囲気と黒髪の持ち主である。
ヒトラー・ユーゲントに所属していたアドルフ・カウフマンに一目惚れされ、彼の手引きで、ユダヤ人狩りが本格的に行われる前にと日本への亡命計画を進める。しかし家族（とりわけ父親）はヘルマン・ゲーリングとコネがあり、お目こぼしに預かっていたことから危機感に乏しく、亡命も既得権益を手放すことになると躊躇していた。エリザの必死の懇願により一家は亡命に踏み切るが、彼女以外の家族は何かと待遇に不満を漏らし、結局は財産の整理にかこつけて舞い戻ったところを逮捕されてしまう。皮肉にも、この結果カウフマンはフリッツが言うところの「ユダヤ人の娘に惚れて、ユダヤ人の肩を持つ裏切り者」としての嫌疑を逃れることが出来た。
亡命後は神戸で暮らし、アドルフ・カミルと恋仲となり婚約する。しかし、文書抹消のため潜水艦で来日したカウフマンがカミルとの婚約に激怒。婚約の撤回を要求され拒否するも、諦めきれないカウフマンに騙され、彼に強姦されてしまう。そのことがカミルに発覚し、2人の友情が破綻する要因になった。戦後はカミルと結婚しイスラエルに渡る。その後は息子を産み、1983年にカミルと死別した後、イスラエルを訪問した草平と再会する。
アドルフ・ヒットラー
実在の人物。本作におけるキーマンで、国家社会主義ドイツ労働者党の指導者、並びにドイツ国の総統。極めてヒステリックで、自分の考えに没頭すると周りが見えなくなる厄介な男。本作ではユダヤ人の血が入っているという設定であり、ユダヤ人を根絶やしにせんとしながらも自身の血に苦悩する。
本編ではナチスの勢力が強い頃は比較的穏やかな態度の人物として描かれていたが、戦況の悪化した物語終盤から精神的な均衡を失い疑いをかけた部下を次々と粛清する。史実でも大戦末期から精神衰弱気味になり、1945年4月30日に総統地下壕で妻のエヴァ・ブラウンとともに自殺したが（アドルフ・ヒトラーの死）、本作では同日、自殺直前にランプに撃たれて死亡している（ランプが自殺に見せかける形に偽装したため、ボルマン以外の人物は作中でも自殺したとみなしている）。
アドルフ・アイヒマン
ナチス親衛隊中佐（作品初登場時は大尉）。ドイツによるホロコーストの実行者の一人で実在の人物。
ユーゲントにいたカウフマンを含めた混血児たちに対して「純粋なアーリア人でないからこそ、よりたくさん努力しなければならない」と称してユダヤ人を的にした殺人訓練を課した。カウフマンにイザークを射殺させるが、初めて人間を撃つカウフマンが手間取って急所以外の場所に弾を撃ち込むなど上手くいかないのに対し「1人殺すのに弾を無駄にするな! 次は1発で仕留めろ!」と叱責する。その後、カウフマンの左遷先の上官（この時の階級は少佐）として再会を果たす。「総統が狂っていることは知っている。部下も正気では務まらない」との考えをカウフマンに語った。なお、再会時にカウフマンから訓練当時の事について言及されたが、アイヒマン本人は覚えていなかった。
史実では大戦終結後にバチカンなどの助けを受けてアルゼンチンに逃亡した後、イスラエル諜報特務庁に捕えられ裁判ののちにイスラエルで処刑されている。

### その他の人物
赤羽（あかばね）
特別高等警察の鬼刑事。草平が持つ重要書類を奪うべくあらゆる卑劣な手段を駆使し峠を苦しめる。怒りが頂点に達した草平ともみ合ったときに頭を負傷し脳に障害を負ったため、免職され精神病院に入院したが、脱走。自身を未だに特高の敏腕刑事と思い込んだまま、峠から文書のありかを聞き出すため、カミルと小城を捕獲するようにカウフマンから命令され、2人を捕えて峠の目の前で拷問を行う。カミルが文書の所在を白状したため、カウフマンが出ている最中に、神戸市内にアメリカ軍機が来襲し、空襲に巻き込まれて死亡。
キャラクターの基本設定は、手塚治虫漫画のスター・システムにおけるアセチレン・ランプと並ぶ悪役キャラのハム・エッグである。後述のランプに比べれば多少はコメディ色があるものの、本作では基本的に滑稽さを封印し、執拗で頑迷な特高刑事を演じている。
アセチレン・ランプ
ゲシュタポの極東諜報部長。「氷の心臓を持つ男」との異名を持つ冷酷非道な男。ヒトラー出生の秘密についての文書を追っている。
娘ローザが自殺した原因が草平にあることを確信し、その仇討ちのためにも執拗に文書と草平を追う。日本に帰国した彼と例の文書を追って日本までやって来るが、足を負傷し任務に失敗して帰国する。非常にタフで、草平を殺害しようと襲撃するも、返り討ちに遭って重傷を負わされた挙句に民家の2階から投げ落とされたが、気絶せず立ち上がり、草平から「化け物」と称された。
ドイツに帰国後、親衛隊将校となったアドルフ・カウフマンに出会い、暗殺未遂事件にあったことで半ば錯乱状態にあったヒトラーがカウフマンを反乱分子の一味と思い込んだため、あわやカウフマンが危機に陥った時に助け舟を出した。その後、ロンメルの逮捕に異を唱えたために左遷させられていたカウフマンを抜擢し草平の抹殺と文書の抹消（焼却）を依頼するものの、この件でカウフマンから本心では「要は失敗の尻拭いじゃないか」と見下されていた。しかし、最終的には東部戦線に左遷されていたカウフマンは彼の依頼を引き受けることにして日本へ向かい東部戦線での死を逃れることが出来たので、ある意味では命の恩人でもある。自身は第二次世界大戦末期のベルリン陥落直前までベルリンに残っている。ヒトラーの遺言で遺言執行人、そして次期ナチス党担当大臣に指名された党官房長のマルティン・ボルマンに総統地下壕にいるユダヤ人（アドルフ・ヒトラー）の殺害を命令され、遂行。銃殺した後、せめてもの慈悲としてヒトラーの右手に自らの拳銃を握らせる事で「自殺」したと見せかけた後、その場を去っていく。その後の消息は描かれていない（手塚が作品の描き足りなかった点の1つに挙げている）。
赤羽刑事役のハム・エッグとともに、手塚漫画の二大悪役スターであるアセチレン・ランプが、滑稽さを封印して出演。多少はコメディシーンのあるハム・エッグと異なり、ひたすら冷酷で怪物的なタフさを持つゲシュタポ将校を的確に演じている。
ローザ・ランプ
峠勲の元恋人でアセチレン・ランプの娘。勲が残したメモ「R・W」が示す名前だといってリンダ・ウェーバーと名乗り、兄の峠草平に近付き協力するふりをしてその動きを探って父親に報告していた。BDM（ドイツ女子青年団）団員。しかし、父親とのホテルでの密会を草平に目撃されて正体が露見してしまう。勲を密告したのが自分だと草平に告白したが、勲を助けたいが故の行動で友邦国の日本人だったため、まさか殺害されてしまうとは思っていなかった。その後、ローザの告白に動揺、激怒した草平にホテルの一室で強姦されたが、草平の気持ちを慮って積極的に抵抗することなく身を任せた。元恋人の勲とは肉体関係はなく処女だった。翌朝、ホテルを去った草平を見届けた後に罪悪感からかホテルの窓から身を投げて自殺した。
峠を監視する役目だったが、彼が何も知らないと判断しており、ランプには解放するように要望していたため、悪意は一切持っていなかった。
仁川（にがわ）
刑事。妻は関東大震災の際に濡れ衣を着せられ、暴徒に虐殺されている。そのために「真実」を追い求めて職務に励んでいる。草平を追及した後、彼の言葉に耳を傾けて良き協力者となるが、ランプに射殺される。
仁川 三重子（にがわ みえこ）
仁川の娘。草平のことが気になっていたが、本多芳男と互いに一目ぼれし、恋仲となる。父親をドイツ人（ランプ）に殺害されたためドイツを憎んでいる。父の殉職後、草平と同居していたが、芳男が死んだことを知り、彼が目を離した間に家出。第二次世界大戦後、小城の故郷の居酒屋で再会する。
お桂（おけい）
戦死した恋人の故郷（小城と同郷）で居酒屋を営んでいる。鉄火場の出身で身体に刺青のある任侠肌の女。本人の回想場面以外では「おかみ」と呼ばれている。重傷を負って警察に追われていた草平を助け、介抱するうちに恋心をいだき、三重子に対して密かに対抗心を持つ。家出して仁川の死んだ地（小城の故郷）に赴いていた三重子を保護し、戦後は共に草平と再会する。
米山
兵庫県警刑事。芸者・絹子（本名本多サチ。芳男の叔母）殺しでアドルフ・カウフマンの父であるヴォルフガングの周りを捜査する。Q大陸上部出身。大学は違うが峠の先輩に当たる。戦後、峠に一連の出来事について小説に書くように勧めるという作者による構想があった。
ドクトル・リヒャルト・ゾルゲ
実在の人物。ソ連情報部の第1級スパイだが、ナチ党員のドイツの新聞記者として日本に派遣され、ソ連のためにスパイ活動を行う。コードネームは「ラムゼイ」。1941年10月に警察に逮捕される。
本作では、防諜責任者の土肥原賢二大将に目をつけられ、日本の警察に身柄を拘束される。取り調べの末、取調主任の大橋秀雄を前に自分が身も心も疲れ果てて、完全に折れてしまったことを恥じる思いを露わにしながら、自らがスパイであることを自供する。
本編ではその後は描かれないが、史実では死刑判決が確定し、1944年11月7日のロシア革命記念日に処刑された。最後の言葉は「ソビエト赤軍、国際共産主義万歳」と日本語で残している。
本多（ほんだ）
大阪憲兵隊司令部付大佐。由季江とはヴォルフガングとの結婚前から顔馴染みであり、彼女に恋心を抱いていた。そのため、彼女に関わっていた峠の存在が彼女の迷惑になると考え、職にあり付けなくするための妨害を密かに行う。職務に忠実な軍人であり、建国にかかわった満洲国を「王道楽土」として強い思い入れを抱いている。ゾルゲ事件の発覚後、息子の芳男が組織の末端としてゾルゲの下でスパイ行為を働いていたことを知り、芳男を自ら断腸の思いで射殺する（表向きは自殺）。
神戸空襲の際に由季江が瀕死の重傷を負うと、峠から「高級軍人権限で由季江を良い病院に入れて欲しい」との嘆願を快諾し、車も貸し出して由季江を大阪帝大付属病院への緊急入院の手続きを取る。この事が峠と由季江の子の命を救う事になった。
敗戦後、連合国軍から戦犯として処刑されることを覚悟する。植物状態の由季江を見舞い、彼女が峠の子を妊娠している事を知る。その時峠に由季江へ尽くしてくれたことへの労いと感謝の言葉を述べた後「由季江と2人きりにさせてくれ」と頼み、由季江にキスをする。そして、峠とは最期の別れの握手をし、自宅で小刀で割腹。そのままピストルで自決した。
本多 芳男（ほんだ よしお）
本多大佐の一人息子。ゾルゲ機関の一員として活動、コードネームは「ケンペル」。仁川三重子と恋人関係となる。親しかった中国人が日本人に惨殺された過去の経緯、および共産主義運動に傾斜していた叔母（本多サチ）の影響から、大佐の息子という立場を活用し、ソ連のために日本軍についてのスパイ行為をしている。
ゾルゲ機関の一員としてソ連のために日本軍についてのスパイ行為をしていたが、ゾルゲの逮捕により発覚。本多家の名誉を守るため、父である本多大佐によって殺害される（表向きは自殺）。殺害される直前はあくまで自身の信念に基づいて行動した事と、後悔はない事を父に告白している。
マルティン・ボルマン
実在の人物。ナチ党官房長。ヒトラーの前では忠実な部下を演じていたが、密かに後継者の座を狙っている（史実のボルマンは能力こそ高いが、傲慢で上の立場には媚び諂うが下の人間には冷酷に振る舞う人柄と「スカートを見れば何でも追い回す」と揶揄される程の女好きな性格の為、他の幹部たちからの評判が悪かった。特に人望に至っては上にも下にも壊滅的な状態で（ヘルマン・ゲーリングには「ヒトラーがもっと早く死んで私が総統になっていたら真っ先に消していた」とニュルンベルク裁判で言及されるなど）、彼自身も周囲から嫌われている事は自覚しており、1944年に妻への手紙にはヒトラーが自分を必要としてくれなくなったら政治家を辞する事を書いていたとされている）。
本作では1945年4月のベルリン陥落の際に、ヒトラーが後継者である総統の座を自分ではなくカール・デーニッツに、首相をゲッベルスに指名する一方で、自分が彼等より格下の党大臣に指名されたことに憤り、ヒトラーを見限る。そしてランプにヒトラーをユダヤ人としての処刑を命じた。作中ではその後は描かれていないが、史実通りであれば部下と共にベルリン脱出を図るも失敗、5月2日に青酸入のカプセルを噛み砕いて自決していることになる。ただし、死体の確認は発見された1972年であり、その際に本人と認定されたものの、最終的な確定は1998年のDNA鑑定結果となったため、連載当時の1980年代はブラジルへの逃亡などで、ボルマンの生存を信じていた人もいる時代であった事も考慮しなければならない。
アドルフ・ホイジンガー
実在の人物。作中ではホイジンガー将軍という名前で登場。ヒトラー暗殺計画時に「シュタウフェンベルク大佐が怪しい」と証言したカウフマンを暗殺者の一味と誤認したヒトラーの命令で彼を逮捕しようとしたが、ランプに妨害される。そればかりかランプに反逆者の一味であると告発され、逆にカウフマンに逮捕された。史実よりもだいぶ、肥満気味な人物として描かれている。
史実ではヒトラー暗殺計画を知っていたが一切参加はせず、彼自身も会議室で爆発に巻き込まれて負傷しているが、本編中では負傷した様子はない。事件の3日後に病院で療養中にゲシュタボに逮捕されたが証拠不十分により罪に問われることはなく、大戦末期には国防軍地図部長に任命される。戦後も生き残り、西ドイツの再軍備に尽力し、戦後西ドイツ軍初の大将と連邦軍総監に任命される。
ヨーゼフ・ゲッベルス
実在の人物。ドイツ宣伝相。カウフマンがユーゲント時代に表彰される場面で初登場。カウフマンを宣言にピックアップする主旨を述べている。史実のゲッベルスはヒトラーに非常に心酔していた人物として知られているが、本作ではベルリン陥落直前のヒトラーの命令を「できるものか、世迷い言など」と断じ、作戦命令書に署名した直後に破り捨てるなどの描写がある。この時の命令は「急死したルーズベルトに比べて穏健派であるトルーマンと講和し、ドイツとアメリカが力を合わせて共通の敵（ソ連）と戦う」といった、まさしく非現実的なものであった。
ベルリン陥落直前のヒトラーとエヴァ・ブラウンの結婚式では立会人を務めており、ヒトラー死亡時には銃声を聞いてクレプス将軍と共に真っ先にヒトラーの居間へ駈け込んでいる。ヒトラーの死を悼んだ後、遺言に従って遺体を焼却するべく他の幹部たちと一緒に運び出している。作中ではその後、直接の描写は無いが、史実と同様にヒトラーの死んだ翌日に妻と子供たちと共に一家心中を行い、自殺。カウフマンがドイツ降伏を知る新聞の見出しにゲッベルスの自殺を報じているものが確認できる。
ハンス・クレープス
実在の人物。作中ではクレプス将軍と呼ばれるドイツ軍最後の総参謀長。大戦末期のベルリン市街戦の最中、シュタイナー将軍がベルリンを包囲している赤軍を排除できていないことに関して（史実では部隊が軽武装しか保有していなかったため、戦闘拒否している）、まだ何も報告が無いことをヒトラーに伝え、一方的に怒鳴り散らされ、擁護したボルマン諸共激怒されている。ヒトラー死亡直後にも死体を運び出している。
作中ではその後は描かれていないが、史実通りであれば首相となったゲッベルス及び党大臣ボルマンに任命され、ソ連への全権大使として条件付き降伏に関する交渉を行うが、ソ連軍は無条件降伏を要求して決裂。総統地下壕に帰還後、ボルマンから交渉失敗の責任を追及され、多くの関係者が総統地下壕から脱出する中、残留する道を選び、直後のゲッベルス一家の心中後に自殺していることになる。
トラウドル・ユンゲ
実在の人物。ヒトラーの秘書官で、ヒトラーの遺言状作成の際には彼がタイプを行った。本作では眼鏡を掛けた細身の男性として描写されるが、史実は女性である。また、ヒトラーの死後は彼がヒトラーとエヴァの死体にガソリンを掛けているが、史実ではガソリンを掛けて焼却を行ったのはオットー・ギュンシェ(本作ではガソリンを用意させる場面で登場)であるとされている。史実では戦後も生き残り、ヒトラーや総統地下壕の最期についての証言を遺した。
ユリウス・シャウブ
実在の人物。ヒトラーの副官で親衛隊大将。ベニート・ムッソリーニがレジスタンスに殺害されたことに驚き、ボルマンと共にヒトラーに報告する。
史実では戦後も生き残り、本職だった薬剤師に戻っている。
ヴィルヘルム・カイテル
実在の人物。ドイツ国防軍最高司令部総長。ヒトラー暗殺計画時に到着が遅れ、同時にゲシュタポ局長ミュラーが現場に来ていない事に腹を立て、カウフマンを怒鳴りつけている。物語終盤の戦争末期の総統地下壕でも再登場しており、ヒトラーの実行不可能な作戦に賛同せずに沈黙していた。
史実ではその後ベルリン陥落直前までヒトラーの側で仕え、決して総統の側から離れない事を宣言していたが、4月28日に現場に出向かなければならない事態が発生し、そのまま帰還不可能となってしまったが、これにヒトラーはカイテルに裏切られたと思い込み、酷く失望されてしまったという。ヒトラー自殺後はカール・デーニッツ海軍元帥のフレンスブルク政府の下に参じ、連合国軍との降伏文書に署名し、ヨーロッパにおける第二次世界大戦を終結させた。その後はニュルンベルク裁判で死刑が言い渡され、連合国軍に処刑される。
オットー・エルンスト・レーマー
実在の人物。少将。カウフマンにエルウィン・ロンメル将軍がヒトラー暗殺計画に加わっていた事が判明したとして、彼にロンメル将軍の暗殺を指示するが、ドイツ軍屈指の名将であることを理由にカウフマンからは抗命されてしまい、侮蔑を露わに彼を見限る。その後、カウフマンはすぐに左遷されてしまった。
本作ではSD（親衛隊保安部）に所属し、ヒトラー暗殺事件の被疑者の追及を担当している人物の様に書かれているが、実際はドイツ国防軍所属であり、ヒトラー暗殺事件時は少佐だった。ベルリン防衛司令官パウル・フォン・ハーゼがヒトラー暗殺計画に加担しており、レーマーはその事実を知らないまま大隊を率いて官庁街を封鎖する予定だった。しかし、ヒトラーが暗殺されたとの報を疑問視し、ゲッベルスに確認を行ったところ、ヒトラーは生存しており、そのままレーマーを大佐に昇進させて反乱鎮圧を命じ、その命令を忠実に実行したという複雑な経緯がある。本編中の少将はあくまで最終階級であり、昇進は1945年1月の事であるため、事件当時の階級としては正確ではない。
戦後も生き残り連合軍に逮捕されたが、1947年に釈放。歴史修正主義者としてホロコーストを否定し、「ナチス残党のゴッドファーザー」と呼ばれる程の影響力を持った。
フリッツ・ボーデンシャッツ
AHS時代のカウフマンの同級生。日本人との混血児でありユダヤ人との関係があるカウフマンをからかっては喧嘩をしていた。カウフマンがエリザと密会した場面を盗撮した写真をネタに強請るが、その一方で「あのユダヤ人娘との付き合いは止めないとろくな事にならない」と一応忠告するなど、仲はそこまで険悪ではなかったようである。大戦末期のヒトラー暗殺未遂事件の際に反乱分子の一人としてカウフマンの尋問を受け、「クリスマスプレゼントを交換し合った仲」と呼んで助けを請う。しかし、カウフマンからはヒトラーユーゲント内の反逆者の名前を言う様に要求されるが、「知らない、信じてくれ」と懇願したため、「次の同窓会では会えそうにないな」と見捨てられ容赦なく拷問に掛けられた。血塗れで失神したが、カウフマンは自白するまで続けるように命じ、更には家族の安否に言及して脅す様に指示をしているが、その後は不明。
フリッツは「犯人グループとはひょんな事から関わった知り合い程度」と弁明しているが、本当に無関係だったのかは作中では語られなかった。
エルウィン・ロンメル
実在の人物。ドイツ陸軍元帥。ヒトラー暗殺未遂事件の際に反乱分子の一人とみなされた。アフリカ戦線で物量で上回る連合軍を苦戦させ、「砂漠のキツネ」の異名を持つドイツの英雄にして屈指の名将だったため、さすがのカウフマンもこれに異議を唱えたため、レーマー少将の銃殺隊長への任務に抗命したためカウフマンはSD内部での信用を失い左遷される事になった。左遷の直前にカウフマンは極秘に電話で本人に逃亡か警護の警告を行ったが、暗殺未遂事件の関与は否定するもヒトラーに失望していたため、カウフマンの好意に感謝を述べつつもあえて自宅に留まり、ヒトラーの命令で自殺を強要された。表向きは事故死として公表される。
史実でも同様にカナダ軍のスピットファイアの攻撃で頭部に重傷を負って療養中に、ヒトラー暗殺未遂事件の反乱分子の一人とみなされたが、「ドイツの英雄」であるために反逆罪での裁判か自決かを選ぶよう強要され、家族の身の安全を確約させた上で服毒死し、戦傷死と発表され盛大な国葬が行われた。

## 史実との相違点
現実の歴史を題材にとって描かれた本作ではあるが、史実との相違点として以下の点が挙げられている。ただし、この作品はあくまでもフィクション作品であり、手塚の歴史漫画においても『火の鳥』鳳凰編の橘諸兄と吉備真備の関係など、話の都合上、意図的に史実を改変しているとおぼしきものも存在する。

### ヒトラーユダヤ人説とヒトラーの人となりについて
本作は「アドルフ・ヒトラーはユダヤ人の血を引いている」という説を前提として創作されたものである。これは、ヒトラーの父アロイスが父親の分からない私生児であり、またナチスの高官であったハンス・フランクがニュルンベルク裁判で絞首刑になる直前に著した本の中で「ヒトラーの祖母がグラーツのユダヤ人の家で家政婦をしていた時に生んだ私生児がアロイスであった」と記述したことから、この説は信憑性を持って語られるようになった。
手塚は、例えば『火の鳥』でも騎馬民族が弥生時代に入植し日本の支配層に入ったとする「騎馬民族征服王朝説」など、しばしば流行の学説を取り入れて作品を作っており、この設定もその一環と推測される（騎馬民族征服王朝説も現在では否定されている）。手塚自身は本作の執筆終了後、『キネマ旬報』に連載していたエッセイの中で「最近、その父親、つまりアドルフ・ヒットラーの祖父にあたる人間は、ユダヤ人フランケンベルガーだった、という説がつよくなってきたそうである。もし事実だとすれば、ヒットラーは存命中必死にこの汚点をかくそうとしたであろう。これはぼくの「アドルフに告ぐ」の物語のひとつのテーマになっている」と記している。しかし、この仮説は手塚が連載を始めるかなり前にヴェルナー・マーザー、グラーツ大学のニコラウス・プレラドヴィッチ教授が行った調査などで否定され、現在ではほとんど支持する専門家はいない。ヒトラーの祖母クララがいた時代にはグラーツのユダヤ人は追放されており、存在していなかった。
また、作中でヒトラーはウィーン時代に極貧生活を送っていたとされるが、実際は親の遺産や恩給を受給し、絵画や絵葉書の製作でそこそこの生活が出来ていた。貧しかったのは食生活だけで、下宿先の夫妻が食事を勧めても自分で入手した物以外は口にしなかったとされる。
ほか、悪化する戦況の中ロンメルに原爆による戦況逆転を語る場面があるが、史実のヒトラーは原爆を「ユダヤ人の科学」と見なし、特に関心を示さなかったとされている（詳細はドイツの原子爆弾開発を参照）。実際にアインシュタインやオッペンハイマーなど、原爆の理論や開発にはユダヤ系の科学者が多く関わっていた。

### 実際の第二次世界大戦下のドイツや日本との差異
- SDに所属できる一般親衛隊隊員は純粋アーリア系であることを家系の3代以上前まで遡って証明することが絶対条件の一つで、日系ハーフであるカウフマンが入隊することは原則不可能だった（親衛隊 (ナチス)#親衛隊員についてを参照）。そのことを意識してか、手塚は作中でカウフマンを「（ヒトラーの出生の秘密を入手したと思われる）中国人スパイを逮捕したために、ヒトラーから直々に推薦されたために」というような描写を付け加えている。一方、ゲシュタポ隊員である駐日ドイツ大使館のリンドルフ一等書記官が、腕利き諜報員のヴォルフガング・カウフマンやオイゲン・オット大使を若いながら威圧するなど、親衛隊幹部は若くても出世が早いという表現は事実に即している。ただし、カウフマンの言及されている限りでの最終階級は親衛隊中尉であるが、1928年生まれという設定を考えると敗戦時でも16〜17歳に過ぎず、現実の制度でも尉官になるのは無理がある。
- ヒトラーユーゲントがユダヤ人の家屋を破壊し、さらには処刑する場面が登場するが、実際に彼らが組織的にユダヤ人迫害やホロコーストに関与した事実は無い（団員個々人の行為に関してはこの限りではない）。
- 真珠湾攻撃を行う空母「赤城」が建造当初の三段飛行甲板に描かれているが、実際の真珠湾攻撃時点での「赤城」は、すでに全通飛行甲板（一段）に改装されていた。
- カウフマンは北極回りのルートの潜水艦で日本に戻っているが、当時の潜水艦が北極海の氷の下を突破して航海することは不可能である[12]。史実の遣日潜水艦作戦は大西洋・インド洋経由でおこなわれた。また、潜水艦同士の戦闘描写があるが、大戦において実際に潜航中の潜水艦同士が交戦した事例は、1945年2月9日にイギリス海軍の潜水艦「ヴェンチャラー」がU-864（英語版）を撃沈した一例（英語版）しかない。また、使用された潜水艦はU-103とされているが、史実の同艦が日本に派遣された記録はない。

### ヒトラー以外の実在人物に関する相違点
- 開戦前にホワイトハウスでルーズベルト大統領が直立しているが、実際はポリオの後遺症で立つことはできず、車椅子を使用していた（ただし、ルーズベルトは自身の障害を知られることを嫌ったため、車椅子姿の写真はほとんど現存しない）。
- また、ルーズベルトは「真珠湾攻撃をあらかじめ察知していたが、敢えて奇襲を許した」旨の描写がなされているが、これについては戦後長く日本やアメリカなどで議論されているものの、それを示す確証は無く、否定する専門家も多い（真珠湾攻撃陰謀説を参照）。
- 総統地下壕でヒトラーに状況報告をするクレプス将軍が親衛隊の制服を着用しているが、実際には国防軍の軍人である。
- ヒトラーの秘書トラウデル・ユンゲが眼鏡をかけた男性軍人として描かれているが、実際には民間人の女性である。
- ヒトラーの遺体について「ソ連は発見できなかったとされる」旨で締めているが、実際には遺骸の一部を発見し回収したというのが定説となっている（ただし、この事について公表されたのは冷戦終結後、すなわち手塚の死後である）。
- 峠草平がローザの知人の夫である高官の家に招かれワーグナーのレコードを聴かされる場面で「フルトヴェングラーがバイロイト音楽祭で指揮をした」、「ジークフリート全曲版」とその高官が言っているが、彼の全録音を網羅した「フルトヴェングラーの全名演名盤」（宇野功芳著、講談社+α文庫、1998年）のワーグナーの項に該当する録音はない（この場面の翌年1937年にバイロイトで「ニーベルングの指環」を指揮した記録がある[13]）。また、夫人と草平は「この曲が3時間かかる」ことに閉口しているが、当時のSPレコードでは、表裏両面でも9分程度[14]しか収録できず、3時間も曲を収録することは不可能である[15]。

### 実際のユダヤ人文化・歴史との差異
- 作中でカミルは「エホバ」を連呼するが、神の名「יהוה（ラテン文字表記：YHWH、あるいはJHVH、IHVH他）」を「エホバ（Yehowah、Jehovah、Iehovahなど）」と発音したのは歴史的にはユダヤ人ではなく、中世以降のキリスト教である。ユダヤ教ではバビロン捕囚以降、神の名前を直接口にすることは畏れ多いと憚られた結果、子音表記のみである神の名の正しい発音が忘れ去られ、歴史的に古代ユダヤ人がどのように発音していたかは不明である。即ち近現代のユダヤ教徒がカミルのように神の名を直接唱えることも、エホバと発音することもない。また、カミルはユダヤ人になる方法として「エホバの神を信仰すること」とカウフマンに教えているが、カウフマンがキリスト教徒であると仮定するならば、ユダヤ教と同じ（旧約）聖書の神を信仰している以上、この説明だけではユダヤ教改宗としては足りない（詳細はヤハウェを参照）。
- カウフマンはカミルに対して安息日である土曜日の正午に決闘に来るようにビラを貼り、カミルも応じるが、ユダヤ教徒が安息日に労働を行うことは原則禁じられている（ただし、決闘を労働と見なさなければその限りではない）。
- パレスチナ問題が戦後になってユダヤ人が移住してから始まったとしているが、実際にはパレスチナへのユダヤ人の入植（シオニズム）はそれ以前の19世紀末から開始されている。またパレスチナでは1929年の嘆きの壁事件を始め、戦前の1930年代後半の段階ですでに入植したユダヤ人・パレスチナ人・駐留イギリス軍の間で三つ巴の内戦が展開されていた。さらに大戦中からイスラエル独立までイギリスは白書政策に基づきパレスチナへのユダヤ人の移住を厳しく制限していた（一応、登場人物らが移住したのは1948年のイスラエル建国後とただし書きがある）。
- カウフマンはパレスチナ人女性と結婚しているが、非ムスリムの男性がムスリムの女性と結婚する場合は必ずイスラム教に改宗しなければならない。しかし、カウフマンが改宗していることを窺わせるような描写は無い（ただし、描写されていないだけの可能性もある）。
- カミルがイスラエルでシーア派のテロによって殺されたと述べられているが、同国内にシーア派はいない（隣国レバノンにはシーア派の組織ヒズボラの本拠地があるが、イスラエル国内でのテロ活動は少ない）。
- カミルがカウフマンの遺体に向かって「来世でまた会おう」と言う場面があるが、ユダヤ教には来世や転生の考えは無い。ただし、作中では在日中のカミルが仏教と比較してそれらについて言及している描写がある。なお、ラジオドラマ版では、このセリフは「地獄で会おう」となっている。

## 単行本
1992年刊の文庫版（全5巻）は150万部を売り上げた。これが漫画文庫が広く刊行される嚆矢となった。
- 初刊『アドルフに告ぐ』（文藝春秋 全4巻）、1985年5月
  - 1巻 ISBN 978-4-16-363250-6
  - 2巻 ISBN 978-4-16-363260-5
  - 3巻 ISBN 978-4-16-363270-4
  - 4巻 ISBN 978-4-16-363280-3
- 文春コミックス『アドルフに告ぐ』（文藝春秋 全5巻）、1988年
  - 1巻 ISBN 978-4-16-850113-5
  - 2巻 ISBN 978-4-16-850114-2
  - 3巻 ISBN 978-4-16-850115-9
  - 4巻 ISBN 978-4-16-850116-6
  - 5巻 ISBN 978-4-16-850117-3
- 文春文庫ビジュアル版『アドルフに告ぐ』（文藝春秋 全5巻）、1992年
  - 1巻 ISBN 978-4-16-811013-9
  - 2巻 ISBN 978-4-16-811014-6
  - 3巻 ISBN 978-4-16-811015-3
  - 4巻 ISBN 978-4-16-811016-0
  - 5巻 ISBN 978-4-16-811017-7
- 新編 文春文庫『アドルフに告ぐ』（文藝春秋 全4巻）、2009年
  - 1巻 ISBN 978-4-16-775701-4
  - 2巻 ISBN 978-4-16-775702-1
  - 3巻 ISBN 978-4-16-775703-8
  - 4巻 ISBN 978-4-16-775704-5
- 手塚治虫漫画全集『アドルフに告ぐ』（講談社 全5巻）、1996年
  - 1巻 ISBN 978-4-06-175972-5
  - 2巻 ISBN 978-4-06-175973-2
  - 3巻 ISBN 978-4-06-175974-9
  - 4巻 ISBN 978-4-06-175975-6
  - 5巻 ISBN 978-4-06-175976-3
- 手塚治虫文庫全集『アドルフに告ぐ』（講談社 全3巻）、2010年
  - 1巻 ISBN 978-4-06-373770-7
  - 2巻 ISBN 978-4-06-373771-4
  - 3巻 ISBN 978-4-06-373772-1
- My First WIDE『アドルフに告ぐ』（小学館 上・下）、2003年5月（廉価版）
  - 上巻 ISBN 978-4-09-162184-9
  - 下巻 ISBN 978-4-09-162187-0
- 『アドルフに告ぐ　手塚治虫の収穫』小学館 ビッグコミックススペシャル（全3巻）、2008年
  - 1巻 ISBN 978-4-09-182065-5
  - 2巻 ISBN 978-4-09-182066-2
  - 3巻 ISBN 978-4-09-182067-9
- 集英社ホームリミックス『アドルフに告ぐ』（ホーム社・集英社 上・下）、2011年8月（廉価版）
  - 上巻 ISBN 978-4-83-424396-3
  - 下巻 ISBN 978-4-83-424397-0
- オリジナル版『アドルフに告ぐ』（国書刊行会 全3冊＋別冊）、2020年3月

ISBN 978-4-336-06365-6（雑誌掲載版を完全復刻した函入り愛蔵版）

## その他漫画（原作以外）
手塚治虫生誕90周年記念書籍「テヅコミ」Vol.6（マイクロマガジン社）にてヨーロッパの作家フアン・ディアス・カナレスによる読み切り『3人のリヒャルト』が発表された。本作の前日譚を想定して描かれた作品となっている。

## ラジオドラマ
1993年3月15日にTBSラジオにてドラマスペシャルとして放送された。同年、放送批評懇談会は中央からローカル局を含め1992年度に放送された全てのラジオ番組において最も優れた番組として『アドルフに告ぐ』を選び、第30回ギャラクシー賞ラジオ部門大賞を贈呈した。のちにドラマCDとしても発売された。

### キャスト
- 峠草平：柄本明
- アドルフ・カウフマン：風間杜夫、鎌手宣行（少年時代）
- アドルフ・カミール：上杉祥三、内田崇吉（少年時代）
- 由季江・カウフマン：二木てるみ
- 小城典子：倉野章子
- 赤羽警部：大塚周夫
- ヴァルター・ランプ：村松克己
- ゲラルド・カウフマン：宮川洋一
- 本多大佐：佐藤慶
- 峠勲、本多芳男：安藤一夫
- エリザ・ゲルトハイマー：岡坂あすか
- 米山刑事、クランツ：上田忠好
- リヒャルト・ゾルゲ、部長、リンドルフ：内山森彦
- カミルの母：此島愛子
- お桂：田島令子
- 絹子：松阪隆子
- 語り：佐藤オリエ

など。

## 関連番組
- NHK教育：ETV8 文化ジャーナル「『アドルフに告ぐ』に関して」（1986年1月17日放送）　※ 原作漫画「アドルフに告ぐ」について、手塚治虫を囲んでの座談会番組。

## 舞台
1994年に劇団俳優座の創立50周年記念公演として、原徹郎の脚本、亀井光子の演出で舞台化された。2007年には劇団スタジオライフが手塚治虫生誕80周年記念公演として上演した。スタジオライフは2015年7月にも戦後70年の節目として、アドルフ・カウフマン、峠草平、ヒトラーなどの主要な役を前回と同じ演者と若手俳優でのダブルもしくはトリプルキャストにする形で再演した。同じ2015年6月にはKAAT神奈川芸術劇場とシーエイティプロデュースの共同制作での舞台化も行われた。

### 主なスタッフ・キャスト
|                            | 1994年 劇団俳優座公演 | 2007年 スタジオライフ 公演 | 2015年 KAAT神奈川 芸術劇場/ シーエイティ プロデュース | 2015年 スタジオライフ 公演 | 2023年 スタジオライフ 公演 |
| -------------------------- | --------------------- | -------------------------- | ----------------------------------------------------- | -------------------------- | -------------------------- |
| 脚 本                      | 原徹郎                | 倉田淳                     | 木内宏昌                                              | 倉田淳                     | 倉田淳                     |
| 演 出                      | 亀井光子              | 倉田淳                     | 栗山民也                                              | 倉田淳                     | 倉田淳                     |
| アドルフ・カウフマン       | てらそま昌紀          | 山本芳樹 荒木健太朗        | 成河                                                  | 山本芳樹 松本慎也 仲原裕之 | 山本芳樹 松本慎也          |
| アドルフ・カミル           | 森優介                | 小野健太郎 松本慎也        | 松下洸平                                              | 奥田努 緒方和也            | 申大樹 三上陽永            |
| 峠草平                     | 中野誠也              | 曽世海司                   | 鶴見辰吾                                              | 曽世海司 藤波瞬平          | 曽世海司                   |
| アドルフ・ヒトラー         | -                     | 甲斐政彦                   | 髙橋洋                                                | 甲斐政彦                   | 甲斐政彦                   |
| ヴォルフガング・カウフマン | -                     | 寺岡哲                     | 谷田歩                                                | 船戸慎士                   | 船戸慎士                   |
| 由季江・カウフマン         | 河内桃子              | 三上俊                     | 朝海ひかる                                            | 宇佐見輝                   | 松本慎也 山本芳樹          |
| イザーク・カミル           | -                     | 藤原啓児                   | 石井愃一                                              | 藤原啓児                   | 楢原秀佳                   |
| マルテ・カミル             | -                     | 篠田仁志                   | 吉川亜紀子                                            | 大村浩司                   | 山形敏之                   |
| クライツ・ゲルトハイマー   | -                     | 篠田仁志                   | -                                                     | 曽世海司 藤波瞬平          | ミヤタユーヤ               |
| エリザ・ゲルトハイマー     | 早野ゆかり            | 吉田隆太                   | 前田亜季                                              | 久保優二                   | 松村泰一郎 伊藤清之        |
| 絹子                       | -                     | 吉田隆太                   | -                                                     | 深山洋貴                   | -                          |
| 小城典子                   | 木村実苗              | 林勇輔                     | 岡野真那美                                            | 鈴木智久                   | ミヤタユーヤ               |
| 本多大佐                   | 滝田裕介              | 石飛幸治                   | 谷田歩                                                | 牧島進一                   | -                          |
| 本多芳男                   | 若尾哲平              | 仲原裕之                   | 大貫勇輔                                              | 仲原裕之                   | -                          |
| 赤羽刑事                   | 児玉泰次              | 奥田努                     | 市川しんぺー                                          | 大村浩司 牧島進一          | 大沼亮吉                   |
| 米山刑事                   | -                     | 牧島進一                   | -                                                     | 牧島進一                   | -                          |
| 仁川刑事                   | 荘司肇                | 河内喜一朗                 | 安藤一夫                                              | -                          | -                          |
| 仁川三重子                 | -                     | 関戸博一                   | 北澤小枝子                                            | -                          | -                          |
| 桑原先生                   | 巻島康一              | -                          | -                                                     | -                          | -                          |
| リヒャルト・ゾルゲ         | -                     | 下井顕太郎                 | -                                                     | -                          | -                          |
| アドルフ・アイヒマン       | -                     | 大沼亮吉                   | 斉藤直樹                                              | -                          | 船戸慎士                   |
| マルティン・ボルマン       | -                     | 河内喜一朗                 | 石井愃一                                              | -                          | 船戸慎士                   |
| ゲルハルト・ミッシェ       | -                     | 船戸慎士                   | -                                                     | 倉本徹                     | 山形敏之                   |
| アセチレン・ランプ         | 松野健一              | 倉本徹                     | 田中茂弘                                              | 倉本徹                     | 楢原秀佳                   |
| エヴァ・ブラウン           | -                     | 深山洋貴                   | 彩吹真央                                              | 深山洋貴                   | 伊藤清之 松村泰一郎        |
| クルツ                     | -                     | 政宗                       | -                                                     | -                          | -                          |
| シャウブ                   | -                     | -                          | 大貫勇輔                                              | -                          | -                          |
| フリッツ                   | -                     | -                          | 林田航平                                              | -                          | 前木健太郎                 |
| カール                     | -                     | -                          | -                                                     | -                          | 高尾直裕                   |
| カウフマンの妻             | -                     | -                          | 西井裕美                                              | -                          | -                          |
| アリ・モルシェード         | -                     | -                          | 薄平広樹                                              | -                          | -                          |
| 少女                       | -                     | -                          | 小此木麻里                                            | -                          | -                          |
| リトアニアの警官           | -                     | -                          | -                                                     | 吉野雄作 江口翔平          | 大沼亮吉                   |
| 教官クローテ               | -                     | -                          | -                                                     | -                          | 馬場煇平                   |

1. 1 2 3 4 5 6 7 8 9 10 11 12 13  役替わりで公演

## 翻訳
英語では"Message to Adolf"として翻訳された他、ブラジルやフランス、スペイン、オランダでも翻訳された。

## 関連資料、文献等
- 田浦紀子：「『アドルフに告ぐ』とその時代、第一回　手塚プロ漫画部座談会 その1」、月刊「広場」（発行人：林捷二郎）、No.421（2019年10月号）、pp.8-15。
- 田浦紀子：「『アドルフに告ぐ』とその時代、第二回　手塚プロ漫画部座談会 その2」、月刊「広場」（発行人：林捷二郎）、No.422（2019年11月号）、pp.12-19。
- 「アドルフに告ぐ秘話」（文春オンライン記事、2020年8月19日）
  - 『アドルフに告ぐ』秘話　#1
  - 『アドルフに告ぐ』秘話　#2
  - 『アドルフに告ぐ』秘話　#3